# 성신여대입구역
성신여대입구(돈암)역(Sungshin Women's Univ. (Donam) Station, 誠信女大入口(敦岩)驛)은 서울특별시 성북구 동소문로에 위치한 수도권 전철 4호선과 서울 경전철 우이신설선의 환승역이다. 2017년 9월 2일 서울 경전철 우이신설선이 개통되면서 환승역이 됐다. 서울 경전철 우이신설선은 성북천 하저터널로 보문역과 연결된다.
역명은 인근의 성신여자대학교의 이름을 본따 부여된 것이다. 돈암은 서울시 고시로 정한 병기역명이다. 2번 출구는 서울 경전철 우이신설선 공사로 인하여 임시 폐쇄된 적이 있다.

## 연혁
- 1983년 9월 13일 : 돈암역으로 역명 결정[2]
- 1985년 4월 1일 : 성신여대입구역으로 변경[3]
- 1985년 4월 20일: 서울 지하철 4호선 당고개~한성대입구 구간 개통과 함께 영업 개시
- 2017년 9월 2일: 서울 경전철 우이신설선 개통과 함께 환승역이 됨

## 역 구조
2면 2선의 곡선 상대식 승강장이며, 스크린도어가 설치되어 있다. 출구는 7개가 있다. 대합실을 통해 반대편 승강장으로 이동이 가능하다.

### 4호선 승강장
| 길음 ↑       |
| \| 상        |
| ↓ 한성대입구 |

| 상행 | ● 수도권 전철 4호선 | 길음 · 미아사거리 · 미아 · 수유 · 쌍문 · 창동 · 진접(경복대) 방면 |
| 하행 | ● 수도권 전철 4호선 | 한성대입구 · 동대문 · 명동 · 과천 · 금정 · 안산 · 오이도 방면     |

### 우이신설선 승강장
2면 2선의 상대식 승강장이며, 스크린도어가 설치되어 있다. 대합실을 통해 반대편 승강장으로 이동이 가능하다.
| 정릉 ↑ |
| \| 상  |
| ↓ 보문 |

| 상행 | ● 서울 경전철 우이신설선 | 삼양 · 북한산우이 방면 |
| 하행 | ● 서울 경전철 우이신설선 | 보문 · 신설동 방면     |

## 역 주변
| 나가는 곳 | 방면                                                                       |
| --------- | -------------------------------------------------------------------------- |
| 1         | 성신여자대학교 성신여자고등학교 성신여자중학교 성신초등학교 동선동주민센터 |
| 2         | 성북경찰서 성북구청 돈암소방파출소 돈암우체국 돈암지구대                   |
| 3         | 성북경찰서 성북소방서 돈암119안전센터 삼선동주민센터 성북구청              |
| 4         | 돈암초등학교                                                               |
| 5         | 서울정덕초등학교 우촌초등학교                                              |
| 6         | 아리랑정보도서관 아리랑고개                                                |
| 7         | 고명경영고등학교 고명중학교 매원초등학교 성북시각장애인 복지관             |

## 이용객 변동
| 노선  | 노선   | 일평균 인원수 (명/일) | 일평균 인원수 (명/일) | 일평균 인원수 (명/일) | 일평균 인원수 (명/일) | 일평균 인원수 (명/일) | 일평균 인원수 (명/일) | 일평균 인원수 (명/일) | 일평균 인원수 (명/일) | 일평균 인원수 (명/일) | 일평균 인원수 (명/일) | 각주  |
| 노선  | 노선   | 2000년                | 2001년                | 2002년                | 2003년                | 2004년                | 2005년                | 2006년                | 2007년                | 2008년                | 2009년                | 각주  |
| ----- | ------ | --------------------- | --------------------- | --------------------- | --------------------- | --------------------- | --------------------- | --------------------- | --------------------- | --------------------- | --------------------- | ----- |
| 4호선 | 승차   | 27,558                | 26,358                | 25,765                | 25,223                | 25,412                | 25,726                | 25,522                | 25,028                | 24,817                | 26,420                | [ 4 ] |
| 4호선 | 하차   | 26,423                | 24,592                | 23,693                | 23,049                | 23,221                | 23,085                | 22,880                | 22,422                | 22,175                | 23,877                | [ 4 ] |
| 4호선 | 승하차 | 53,981                | 50,950                | 49,458                | 48,271                | 48,632                | 48,811                | 48,402                | 47,450                | 46,992                | 50,298                | [ 4 ] |
| 노선  | 노선   | 2010년                | 2011년                | 2012년                | 2013년                | 2014년                | 2015년                | 2016년                | 2017년                | 2018년                |                       | [ 4 ] |
| 4호선 | 승차   | 27,967                | 28,324                | 28,103                | 27,965                | 27,541                | 27,279                | 27,410                | 26,388                | 24,729                |                       | [ 4 ] |
| 4호선 | 하차   | 25,131                | 25,159                | 25,403                | 25,476                | 25,171                | 24,981                | 25,286                | 24,736                | 23,807                |                       | [ 4 ] |
| 4호선 | 승하차 | 53,098                | 53,483                | 53,507                | 53,441                | 52,712                | 52,260                | 52,696                | 51,124                | 48,536                |                       | [ 4 ] |

## 인접한 역
| 서울 지하철 4호선      | 서울 지하철 4호선        | 서울 지하철 4호선          |
| ---------------------- | ------------------------ | -------------------------- |
| 417 길음 진접 방면     | ● 수도권 전철 4호선      | 419 한성대입구 오이도 방면 |
| 서울 경전철 우이신설선 |                          |                            |
| 정릉 북한산우이 방면   | ● 서울 경전철 우이신설선 | 보문 신설동 방면           |

## 사진

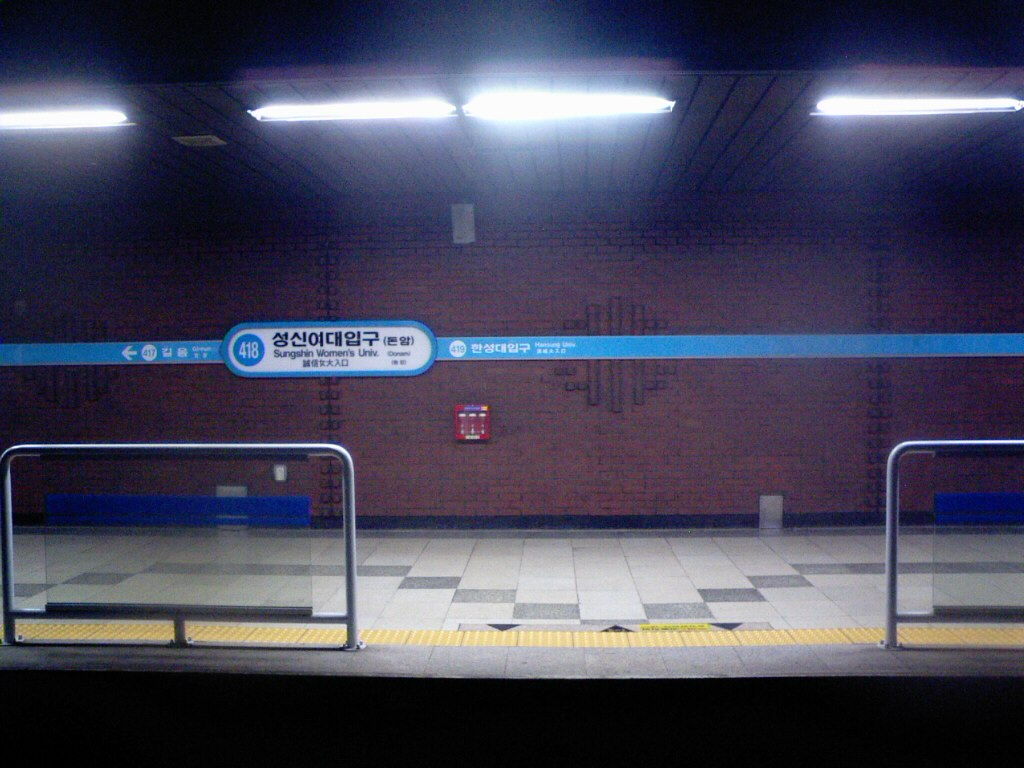
당고개역 방면 승강장 (스크린도어 설치 전)
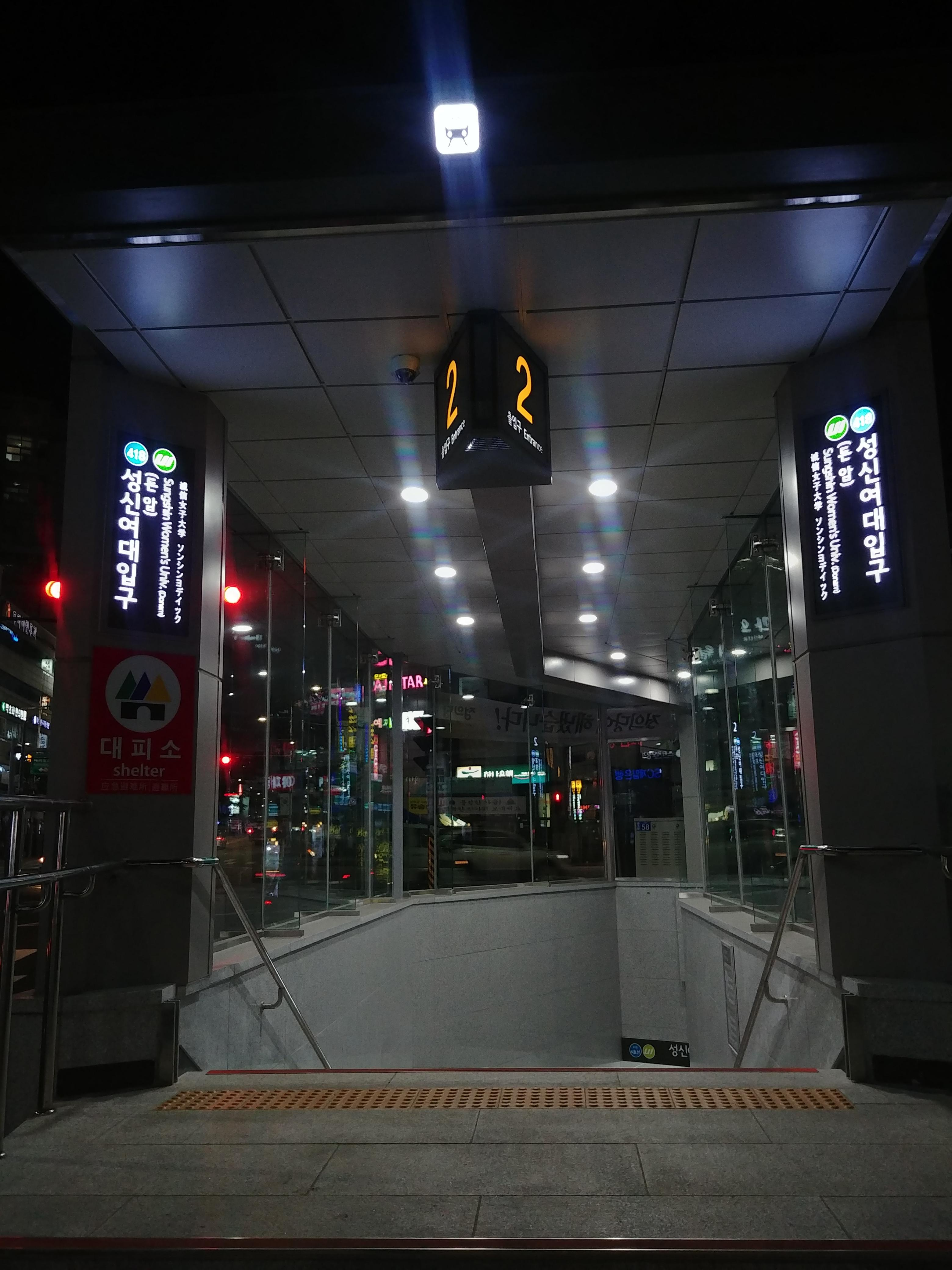
2번 출구
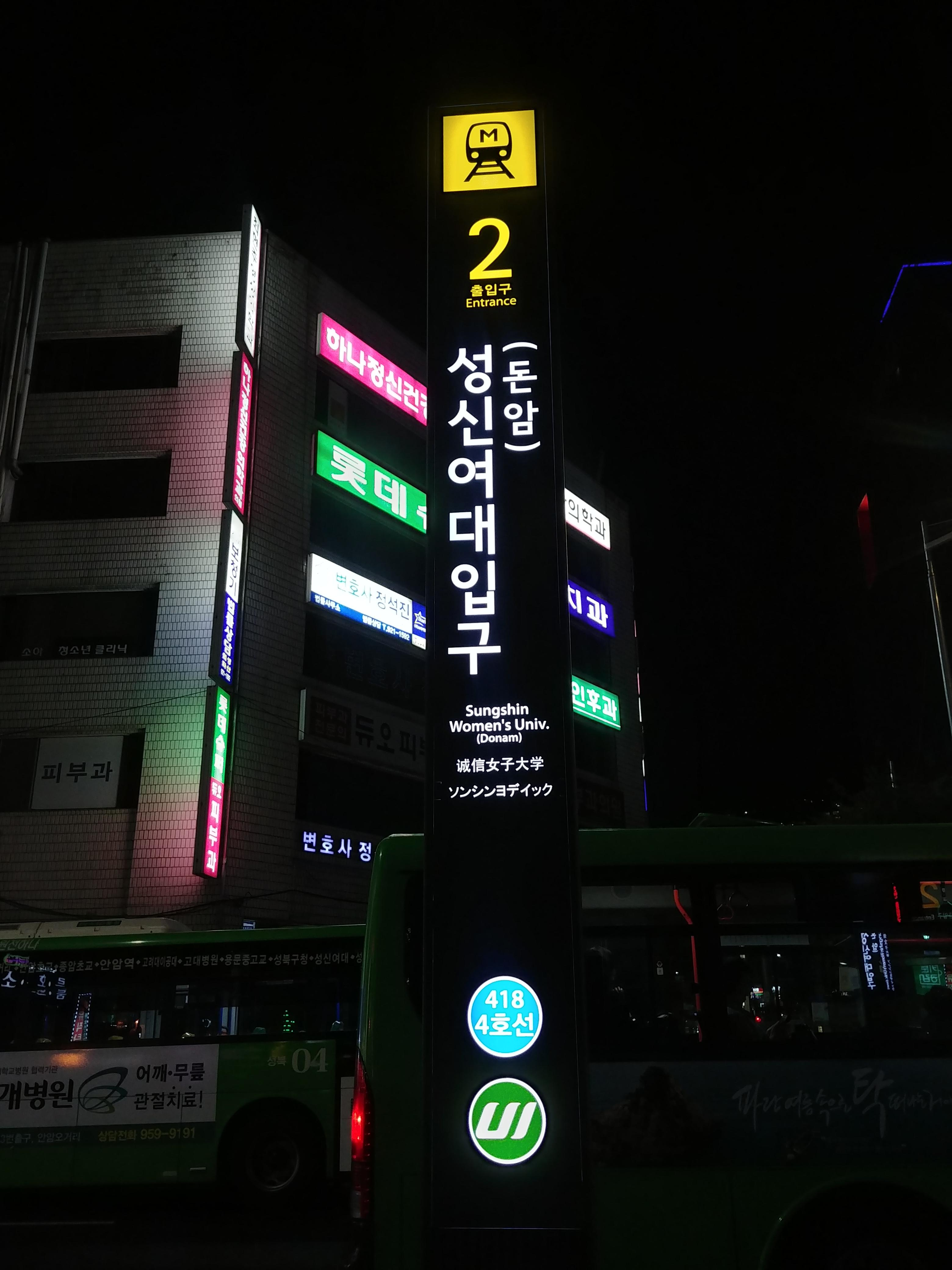
2번 출구 지주형 역명판
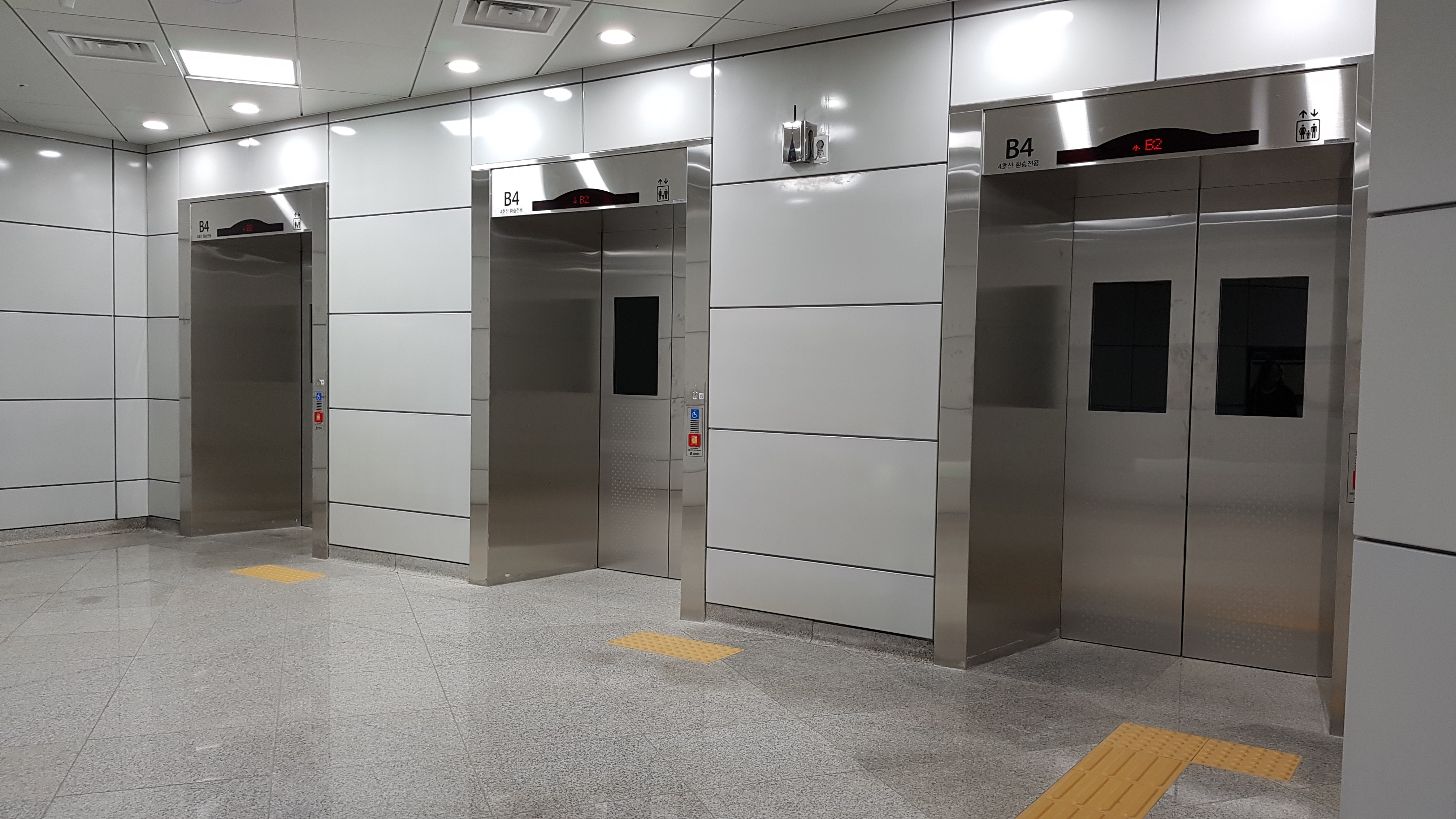
환승 통로 승강기